# Natal'ja Šarova
Natal'ja Viktorovna Šarova (in russo Наталья Викторовна Шарова?; 4 ottobre 1972) è un'ex velocista russa, specializzata nei 400 metri piani.
In carriera è stata campionessa mondiale della staffetta 4×400 metri a Siviglia 1999, pur gareggiando solo in batteria.

## Palmarès
| Anno | Manifestazione  | Sede     | Evento  | Risultato | Prestazione | Note  |
| ---- | --------------- | -------- | ------- | --------- | ----------- | ----- |
| 1997 | Mondiali indoor | Parigi   | 4×400 m | Oro       | 3'26"84     | [ 1 ] |
| 1997 | Universiadi     | Sicilia  | 4×400 m | Oro       | 3'27"93     |       |
| 1999 | Mondiali        | Siviglia | 4×400 m | Oro       | 3'21"98     | [ 1 ] |